# 라틴아메리카 통합
라틴아메리카의 통합 (라틴아메리카니즘이라고도 함)은 이스파노아메리카와 브라질의 독립 시기로 거슬러 올라가는 역사를 가지고 있으며, 이 지역의 새로 얻은 자율성을 보호하기 위해 라틴아메리카 국가들 간의 지역 주권국 또는 국가 연합 창설에 대한 논의가 있었다. 여러 프로젝트가 실패한 후, 이 문제는 19세기 후반까지 다시 논의되지 않았지만, 이제는 국제무역 문제와 범아메리카주의의 정신에 초점을 맞추게 되었는데, 이는 미국이 프로젝트에서 주도적인 역할을 맡았기 때문이다. 이들 조직에 주로 정치적 목적을 부여하려는 아이디어는 제2차 세계 대전 이후까지 다시 두드러지지 않았는데, 이 시기에는 냉전의 시작과 유엔과 같은 기관의 설립으로 이어진 국제 협력 분위기가 있었다. 진정으로 라틴아메리카만의 조직이 만들어진 것은 20세기 중반이 되어서였다.

## 19세기 선례
스페인령 아메리카 독립 전쟁(1808년~1825년)이 끝날 무렵, 옛 스페인 식민지에서 많은 새로운 주권 국가가 아메리카에 출현했다. 남아메리카 독립 지도자인 시몬 볼리바르는 유럽 열강, 특히 영국과 확장하는 미국에 대항하여 이스파노아메리카의 독립을 보장할 다양한 연합을 구상했다. 이미 1815년 카르타헤나 선언에서 볼리바르는 스페인령 아메리카 지방들이 스페인에 맞서 연합 전선을 구축하여 조각조각 재정복되는 것을 막아야 한다고 주장했지만, 당시에는 어떤 종류의 정치적 연합도 제안하지 않았다. 독립 전쟁 동안 스페인에 대한 투쟁은 겨우 초기 단계의 내셔널리즘 의식으로 특징지어졌다. 스페인 군주국을 대체할 새로운 국가들이 어떤 모습이어야 할지는 불분명했다. 독립을 위해 싸운 대부분의 사람들은 그들이 '조국'이라고 불렀던 그들의 출생 지방과 전체 이스파노아메리카 모두에 자신을 동일시했는데, 이 용어는 오늘날 영어 단어 "fatherland"와 "homeland"에 포함된 의미를 담고 있다.
볼리바르가 왕당파 세력에 맞서 진격하면서, 그는 프란시스코 데 미란다의 모든 스페인령 아메리카로 구성된 독립 국가 아이디어에 영감을 받아 다양한 대규모 국가와 국가 연합 창설을 제안하기 시작했으며, 미란다는 이를 "콜롬비아", "아메리카 제국" 또는 "아메리카 연방"이라고 다양하게 불렀다. 1819년, 볼리바르는 여러 스페인령 아메리카 지방을 통합하여 "콜롬비아"(오늘날 그란콜롬비아라고 불림)라는 국가를 성공적으로 만들 수 있었다. 1825년, 그는 이 국가를 페루 및 상부 페루와 연방 또는 국가로 합치자고 제안했고, 그는 이를 "볼리비아 연방" 또는 "볼리비아 연합"이라고 불렀으며 역사가들은 이를 "안데스 연합"이라고 부르지만, 이는 결코 실현되지 않았다.
스페인 군주국의 해체로 인해 나타난 다른 큰 국가들도 오래 지속되지 못했다. 옛 과테말라 총독령에서 창설된 중앙아메리카 연방공화국은 1840년에 소멸했다. 남아메리카 연합주는 결코 실현 가능하지 않았으며 지방과 수도 부에노스아이레스 간의 거의 끊임없는 내전에 시달렸다. 아르헨티나는 1850년대까지 통일되지 못했다. 옛 페루 부왕령의 주요 지역을 재통일하려던 1836년의 페루-볼리비아 연합 시도는 3년 만에 무산되었다. 누에바에스파냐 부왕령의 핵심 지역으로 구성된 멕시코만이 라틴아메리카에서 물리적으로 큰 국가로 남았다. 다른 지역적 예외는 1822년에 포르투갈 국왕과 궁정이 리우데자네이루에서 돌아올 것을 포르투갈이 요구하자 브라질 제국으로 독립을 선언한 브라질 왕국이었다.
볼리바르는 또한 새로 독립한 스페인령 아메리카 공화국들의 별도의 연맹을 제안했으며, 이를 위해 1826년에 암픽티온 의회 또는 파나마 회의를 조직했다. 볼리바르는 브라질을 초대하지 않았는데, 브라질은 군주국이었고 그는 이를 새로운 공화국들의 존재에 대한 위협으로 보았기 때문이다. 또한 부에노스아이레스 정부도 초대하지 않았는데, 그 지역은 효과적으로 대표될 수 있는 진정한 정치적 통일성이 부족했기 때문이다. 압력을 받은 후에야 미국이 의회에 초대되었지만, 한 대표는 가는 길에 사망했고 다른 대표는 심의가 끝난 후에 도착했다. 영국은 참관인으로만 참석했다. 의회는 "연합, 연맹 및 영구 연합 조약"을 초안했지만, 상호 방위 및 상업 조약이었지만 그란콜롬비아만이 이를 비준했다. 그란콜롬비아 자체도 1830년에 해체되었다. 이러한 실패한 프로젝트들 때문에 라틴아메리카 정치인들은 지역 통합을 종종 "볼리바르의 꿈"이라고 부른다.

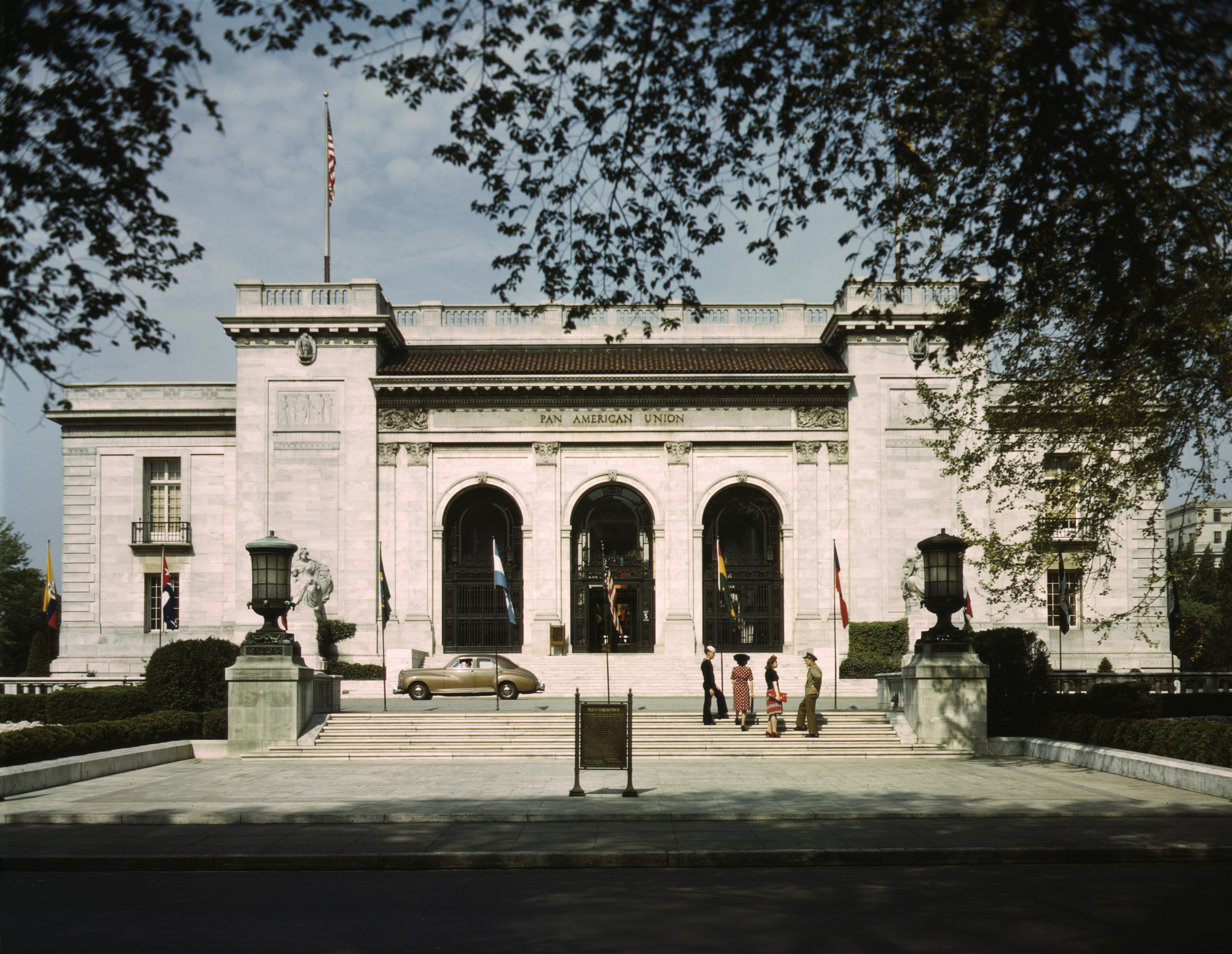
1943년 워싱턴 D.C.에 있는 범아메리카 연합 본부 건물.

암픽티온 의회 63년 후, 1889년 제1차 범아메리카 회의에서 18개 범아메리카 국가에 의해 서반구 무역 증진을 위한 사무국인 미주 공화국 상업국이 설립되었다. 상업국은 1890년 4월 14일에 기능을 시작했다. 이 국은 1901년~1902년 제2차 국제 회의에서 국제 상업국으로 이름이 변경되었다. 1910년 제4차 범아메리카 회의에서 이 조직의 이름은 미주 공화국 연합으로 변경되었고 국제 상업국은 범아메리카 연합이 되었다.

## 20세기
제2차 세계 대전의 경험은 서반구 정부들에게 한 국가의 일방적인 행동으로는 역외 침략, 특히 소련 또는 공산주의의 침입이 발생할 경우 범아메리카 국가들의 영토 보전을 보장할 수 없다는 확신을 주었다. 냉전 시기의 글로벌 갈등에 대처하고 서반구 내의 갈등을 억제하기 위해 그들은 1947년에 집단안전보장 체제인 미주상호원조조약, 통칭 리오 조약을 채택했다. 다음 해, 미국 국무장관 조지 마셜이 이끄는 제9차 미주 국제 회의에서 21개 회원국은 아메리카에서 공산주의와 싸울 것을 맹세하고 범아메리카 연합을 아메리카 국가 기구(OAS)로 전환했다. 전환은 순조로웠다. 범아메리카 연합의 사무총장인 알베르토 예라스 카마르고는 OAS의 초대 사무총장이 되었고 조직은 1951년 12월에 기능을 시작했다.
20세기 후반에 많은 라틴아메리카 지도자들은 미국에 의해 지배되지 않는 대안 조직의 필요성을 느꼈다. 1970년대와 1980년대 중앙아메리카에서 발생한 공산주의 반란에 대처하면서 미국이 포함되지 않은 콘타도라 그룹을 창설한 경험은 1986년 리오 그룹의 창설에 영감을 주었다. 리오 그룹은 사무국이나 상설 기구를 만들지 않고 대신 국가 원수들의 연례 정상회담에 의존하기로 선택했다.

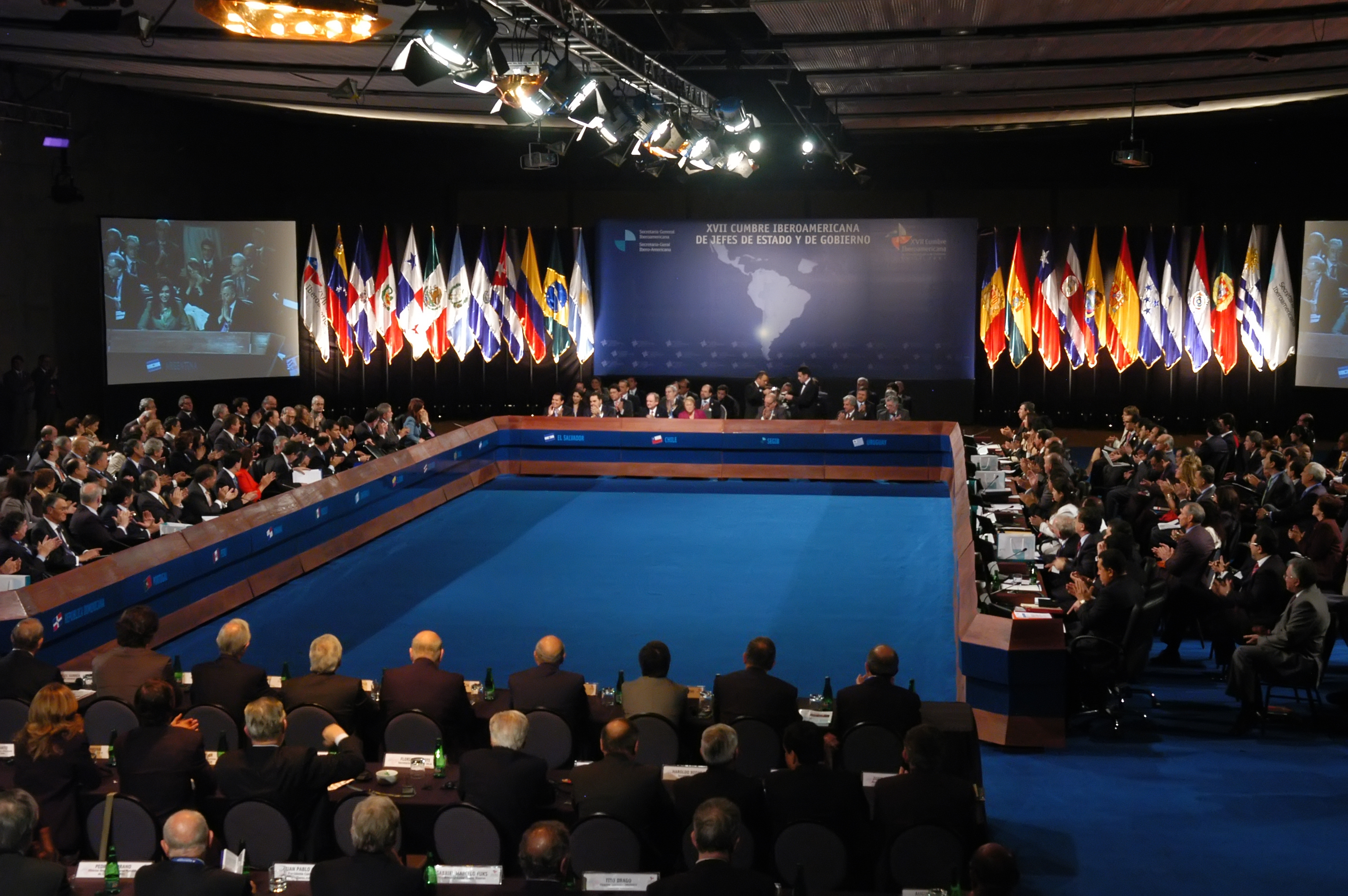
2007년 칠레 산티아고에서 열린 이베로아메리카 정상회의.

라틴아메리카는 또한 유럽, 특히 옛 식민지 모국에 손을 내밀어 공통 언어와 문화를 기반으로 한 다른 지역 조직을 만들었다. 1991년 멕시코, 브라질 및 스페인 정부는 멕시코 과달라하라에서 제1차 이베로아메리카 국가 원수 및 정부 수반 회의를 조직했다. 그 결과 이베로아메리카 국가 공동체가 탄생했으며, 이는 매년 국가 원수 정상회담을 개최한다.

## 라틴아메리카 조직
정치가 아니라 무역 또한 다양한 독특한 라틴아메리카 지역 조직이 형성된 주요 쟁점이었다. 1951년 10월 14일, 코스타리카, 엘살바도르, 과테말라, 온두라스, 니카라과 정부는 중앙아메리카 지역 협력, 통합 및 단결을 증진하기 위해 중앙아메리카 국가 기구(Organización de Estados Centroamericanos, 또는 ODECA)를 창설하는 새로운 조약을 체결했다. 이는 9년 후 1960년 12월 13일 중앙아메리카 공동 시장, 중앙아메리카 경제 통합 은행, 중앙아메리카 경제 통합 사무국(SIECA)의 창설로 이어졌다.
이 시기에는 다른 지역 무역 블록도 설립되었다. 라틴아메리카 자유 무역 연합(ALALC)은 1960년 몬테비데오 조약에 의해 형성되었는데, 이 조약은 아르헨티나, 브라질, 칠레, 멕시코, 파라과이, 페루, 우루과이가 서명했다. 서명국들은 라틴아메리카에 공동 시장을 만들고 회원국 간에 관세 할인을 제공하기를 희망했다. 그 주요 목표는 12년 이내에 대부분의 무역에 대한 모든 관세 및 제한을 제거하는 것이었다. ALALC는 1962년 1월 2일에 발효되었다. 유럽 공동체에 영감을 받아, 1980년 ALALC는 두 번째 몬테비데오 조약에 의해 라틴아메리카 통합 협회(ALADI)로 전환되어 공동 시장 설립을 통해 지역의 경제 및 사회 발전을 개선하려는 더 야심찬 목표를 추구했다.
1969년 안데스 협정은 칠레, 볼리비아, 페루, 에콰도르 및 콜롬비아에 의해 설립되었다. 1973년, 이 협정은 6번째 회원국인 베네수엘라를 얻었다. 그러나 1976년, 칠레가 탈퇴하면서 회원국은 다시 5개로 줄었다. 베네수엘라는 2006년 탈퇴를 발표하며 안데스 공동체를 4개 회원국으로 줄였다. 이 조직의 이름은 1996년 안데스 공동체(CAN)로 변경되었다. 1985년 아르헨티나와 브라질 대통령은 아르헨티나-브라질 통합 및 경제 협력 프로그램을 체결했다. 이는 결국 1991년 브라질, 파라과이, 우루과이, 아르헨티나가 자유 무역과 상품, 사람, 통화의 원활한 이동을 촉진하기 위해 메르코수르를 설립하는 계기가 되었다. 베네수엘라는 2012년에 메르코수르에 가입했고, 볼리비아는 가입 회원국이다. 1995년 멕시코, 콜롬비아, 베네수엘라는 G3 자유 무역 협정을 체결했다. 베네수엘라는 CAN을 탈퇴함과 동시에 2006년에 G3를 탈퇴했다. 이러한 무역 조직 외에도 여러 의회 조직이 창설되었다. 메르코수르는 2004년 12월에 메르코수르 의회를 창설하기로 합의했으며, 이는 2010년에 기능을 시작할 예정이었다. 라틴아메리카 의회는 1987년에 창설되었으며, 파나마시티에 위치하고 있다.
2004년 12월, 메르코수르와 안데스 공동체는 상호 준회원 지위 협정을 체결하고 정치적 남아메리카 국가 공동체를 창설하겠다는 쿠스코 선언을 발표했다. 이 선언은 의도적으로 "볼리바르의 꿈"을 인용하며, 라틴아메리카를 통합하려는 그의 비전을 부분적으로 실현할 것이라고 언급했다. 연합의 원래 이름은 2007년 4월에 현재의 남미 국가 연합으로 변경되었다.
2010년에 창설된 라틴아메리카·카리브 국가 공동체(CELAC)는 미국과 캐나다 없이 라틴아메리카 내에서 더 깊은 통합을 위한 10년간의 노력을 보여주는 예시이다. CELAC는 라틴아메리카 통합을 심화하고, 일부에서는 라틴아메리카 정치 및 경제에 대한 미국의 상당한 영향을 줄이기 위해 창설되었다. 이는 원래 이 지역에서 잠재적인 소련의 영향력에 대한 대응책으로 미국과 21개 다른 라틴아메리카 국가에 의해 설립된 지역 기구인 아메리카 국가 기구(OAS)의 대안으로 간주된다.
2011년 리마 선언에 따라, 태평양 동맹은 2012년에 창립 회원국인 칠레, 콜롬비아, 멕시코, 페루에 의해 설립되었다. 2015년 기준 현재 코스타리카가 가입 절차를 밟고 있다. 현재 회원국은 오로지 라틴아메리카 국가들로만 구성되어 있지만, 캐나다의 잠재적 회원 가입 신청은 일부에서 긍정적으로 검토되고 있다.
2021년과 2022년, 멕시코의 대통령 안드레스 마누엘 로페스 오브라도르는 유럽 연합과 유사하게 아메리카 국가들을 포괄하는 지역 연합을 옹호했다.

## 조직 회원국
| 국가                  | OAS | CELAC | ACS | 카리콤 | OECS | UNASUR | PROSUR | CAN | MERCOSUR | LAP | LAIA | LAES | RG | SICA | ALBA | PA |
| --------------------- | --- | ----- | --- | ------ | ---- | ------ | ------ | --- | -------- | --- | ---- | ---- | -- | ---- | ---- | -- |
| 캐나다                | x   |       | o   |        |      |        |        |     |          |     |      |      |    |      |      | o  |
| 미국                  | x   |       |     |        |      |        |        |     |          |     |      |      |    |      |      | o  |
| 멕시코                | x   | x     | x   | o      |      | o      |        |     |          | x   | x    | x    | x  |      |      | x  |
| 과테말라              | x   | x     | x   |        |      |        |        |     |          | x   | o    | x    | x  | x    |      | o  |
| 엘살바도르            | x   | x     | x   |        |      |        |        |     |          | x   | o    | x    | x  | x    |      | o  |
| 온두라스              | x   | x     | x   |        |      |        |        |     |          | x   | o    | x    | x  | x    |      | o  |
| 니카라과              | x   | x     | x   |        |      |        |        |     |          | x   | o    | x    | x  | x    | x    |    |
| 코스타리카            | x   | x     | x   |        |      |        |        |     |          | x   | o    | x    | x  | x    |      | a  |
| 도미니카 공화국       | x   | x     | x   | o      |      |        |        |     |          | x   | o    | x    | x  | a    |      | o  |
| 파나마                | x   | x     | x   |        |      | o      |        |     |          | x   | o    | x    | x  | x    |      | o  |
| 쿠바                  |     | x     | x   |        |      |        |        |     |          | x   | x    | x    | x  |      | x    |    |
| 베네수엘라            | x   | x     | x   | o      |      | x      |        |     | x        | x   | x    | x    | x  |      | x    |    |
| 콜롬비아              | x   | x     | x   | o      |      |        | x      | x   | a        | x   | x    | x    | x  |      |      | x  |
| 에콰도르              | x   | x     | o   |        |      |        | x      | x   | a        | x   | x    | x    | x  |      | x    |    |
| 페루                  | x   | x     | o   |        |      | s      | x      | x   | a        | x   | x    | x    | x  |      |      | x  |
| 칠레                  | x   | x     |     |        |      |        | x      | x   | a        | x   | x    | x    | x  |      | x    |    |
| 볼리비아              | x   | x     | o   |        |      | x      |        | a   | a        | x   | x    | x    | x  |      |      | x  |
| 파라과이              | x   | x     | o   |        |      |        | x      | a   | x        | x   | x    | x    | x  |      |      |    |
| 우루과이              | x   | x     |     |        |      |        |        | a   | x        | x   | x    | x    | x  |      | o    | o  |
| 아르헨티나            | x   | x     |     |        |      |        | x      | a   | x        | x   | x    | x    | x  |      | o    | o  |
| 브라질                | x   | x     | o   |        |      |        | x      | a   | x        | x   | x    | x    | x  |      |      |    |
| 앤티가 바부다         | x   | x     | x   | x      | x    |        |        |     |          |     |      |      |    |      | x    |    |
| 바하마                | x   | x     | x   | x      |      |        |        |     |          |     |      | x    |    |      |      |    |
| 바베이도스            | x   | x     | x   | x      |      |        |        |     |          |     |      | x    |    |      |      |    |
| 벨리즈                | x   | x     | x   | x      |      |        |        |     |          |     |      | x    | x  | x    |      |    |
| 도미니카 연방         | x   | x     | x   | x      | x    |        |        |     |          |     |      |      |    |      | x    | o  |
| 그레나다              | x   | x     | x   | x      | x    |        |        |     |          |     |      | x    |    |      | o    |    |
| 가이아나              | x   | x     | x   | x      |      | x      | x      |     |          |     |      | x    | x  |      |      |    |
| 아이티                | x   | x     | x   | x      |      |        |        |     |          |     |      | x    | x  |      | o    |    |
| 자메이카              | x   | x     | x   | x      |      |        |        |     |          |     |      | x    | x  |      |      |    |
| 세인트키츠 네비스     | x   | x     | x   | x      | x    |        |        |     |          |     |      |      |    |      |      |    |
| 세인트빈센트 그레나딘 | x   | x     | x   | x      | x    |        |        |     |          |     |      |      |    |      | x    |    |
| 세인트루시아          | x   | x     | x   | x      | x    |        |        |     |          |     |      |      |    |      |      |    |
| 수리남                | x   | x     | x   | x      |      | x      |        |     |          | x   |      | x    | x  |      |      |    |
| 트리니다드 토바고     | x   | x     | x   | x      |      |        |        |     |          |     |      | x    |    |      |      | o  |
| 몬트세랫              |     |       |     | x      | x    |        |        |     |          |     |      |      |    |      |      |    |
| 앵귈라                |     |       |     | a      | a    |        |        |     |          |     |      |      |    |      |      |    |
| 버뮤다                |     |       |     | a      |      |        |        |     |          |     |      |      |    |      |      |    |
| 영국령 버진아일랜드   |     |       |     | a      | a    |        |        |     |          |     |      |      |    |      |      |    |
| 케이맨 제도           |     |       |     | a      |      |        |        |     |          |     |      |      |    |      |      |    |
| 터크스 케이커스 제도  |     |       | a   | a      |      |        |        |     |          |     |      |      |    |      |      |    |
| 아루바                |     |       | a   | o      |      |        |        |     |          |     |      |      |    |      |      |    |
| 퀴라소                |     |       | a   |        |      |        |        |     |          |     |      |      |    |      |      |    |
| 네덜란드              |     |       | a   | o      |      |        |        |     |          |     |      |      |    |      |      |    |
| 신트마르턴            |     |       | a   | o      |      |        |        |     |          |     |      |      |    |      |      |    |
| 프랑스                | o   |       | a   |        |      |        |        |     |          |     |      |      |    |      |      | o  |
| 푸에르토리코          |     |       |     | o      |      |        |        |     |          |     |      |      |    |      |      |    |
| 미국령 버진아일랜드   |     |       |     |        |      |        |        |     |          |     |      |      |    |      |      |    |
| 지도                  |     |       |     |        |      |        |        |     |          |     |      |      |    |      |      |    |
| 참관국 포함 지도      |     |       |     |        |      |        |        |     |          |     |      |      |    |      |      |    |
| 국가                  | OAS | CELAC | ACS | 카리콤 | OECS | UNASUR | PROSUR | CAN | MERCOSUR | LAP | LAIA | LAES | RG | SICA | ALBA | PA |

범례:   [x - 회원국] — [a - 준회원국 또는 가입국] — [o - 참관국]
x - 회원국; o - 참관국; a - 준회원국/가입국

## 대중적 지지
라틴아메리카 통합에 대한 대중적 지지는 일반적으로 높지만, 시간이 지남에 따라 많은 남아메리카 및 중앙아메리카 국가에서 감소하고 있다. 라티노바롬터 데이터를 기반으로 한 한 연구에 따르면, 라틴아메리카인의 73%가 경제 통합을 지지하고 63%가 라틴아메리카의 정치 통합을 지지한다. 또한 대부분의 라틴아메리카 국가(17개 중 12개)에서 2010년 경제 통합 지지율이 1997년보다 낮았으며, 거의 모든 국가(17개 중 14개)에서 2002년과 2010년 사이에 정치 통합 지지율이 감소한 것으로 나타났다. 경제 및 정치 통합에 대한 지지는 여성보다 남성에게서 더 높고 교육 수준이 높을수록 증가한다. 라틴아메리카 정치의 좌파화(핑크 타이드)와 맞물려 정치적 좌파가 우파를, 그리고 적어도 정치 통합 지지의 경우에는 중도파마저 제치고 통합을 가장 높이 지지하는 정치 세력이 되었다. 이러한 경향은 일반적으로 정치적 중도층에서 가장 높은 유럽의 유럽 통합 지지에서 발견되는 모습과는 차이가 있다.

## 같이 보기
- 안틸레스 연합
- 라틴아메리카·카리브 국가 공동체
- 유럽 통합
- 이베로아메리카 국가 기구
- 범스페인주의
- 범아메리카주의
- 범라틴주의
- 파트리아 그란데
- 지역 통합

## 참고 문헌
- Rivera, Salvador. 'Latin American Unification: A History of Political and Economic Integration Efforts. North Carolina: McFarland Press, 2014.
- Rivera, Salvador. "Jacob K. Javits and Latin American Economic Integration". Cuaderno de Negocios Internacionales e Integración 13. No. 64/65. July–December 2007.